# Anneau G

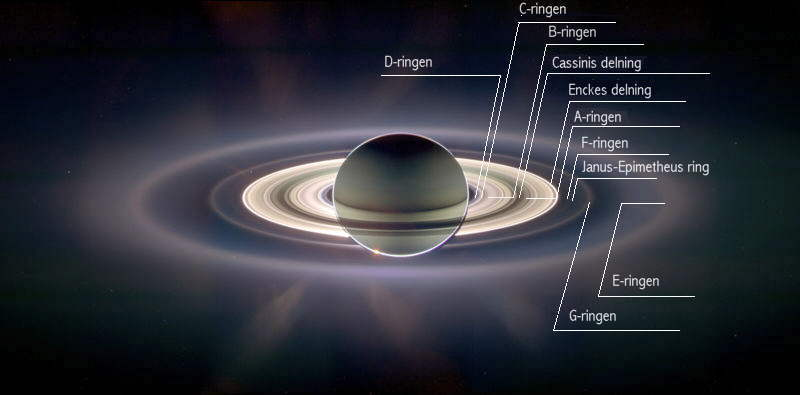
Schéma des différents anneaux de Saturne

L’anneau G est un anneau planétaire situé autour de Saturne.

## Caractéristiques
L'anneau G orbite entre 170 000 km et 175 000 km du centre de Saturne. Très fin et peu visible ce qui fait de lui l'anneau le plus mince de Saturne avec l'anneau F, il se situe à mi-chemin entre l'anneau F et l'anneau E. Il fait plus de 8 000 km de largeur.